# Heteromys anomalus
Heteromys anomalus är en däggdjursart som först beskrevs av Thompson 1815.  Heteromys anomalus ingår i släktet Heteromys och familjen påsmöss. IUCN kategoriserar arten globalt som livskraftig.
Inga underarter finns listade i Catalogue of Life. Wilson & Reeder (2005) skiljer mellan fyra underarter.
Håren på ovansidan har mörka och ljusa band vad som ger den ljusbruna pälsen ett prickigt utseende. Dessutom är några taggar iblandade. Några populationer är mer gråaktiga. På armarnas utsida förekommer mörka fläckar. En orange strimma på kroppssidan saknas. Djurets har stora avrundade öron. Kroppslängden (huvud och bål) är 8 till 30 cm och därtill kommer en något längre svans. På undersidan är pälsen ännu ljusare brun.
Denna gnagare förekommer i Colombia och Venezuela samt på flera öar i närheten, till exempel på Trinidad och Tobago. Arten vistas i låglandet och i bergstrakter upp till 1600 meter över havet. Habitatet utgörs av regnskogar, av fuktiga lövfällande skogar och av jordbruksmark. I torra områden hittas arten i galleriskogar som följer vattendrag.
Individerna är aktiva på natten och går främst på marken men de kan klättra i växtligheten. De gräver underjordiska bon och äter frön, gröna växtdelar samt insekter. Ungarna blir könsmogna redan 50 dagar efter födelsen och de skapar egna bon nära föräldrarnas revir. Arten bär födan i kindpåsarna till boet och skapar ett förråd. Allmänt klarar sig Heteromys anomalus med vätskan som förekommer i födan. I Venezuela sker parningen under den torra perioden i mars. Individerna varnar varande för fiender genom att trumma med foten på marken.